# Ghostbusters Spooktacular
Ghostbusters Spooktacular was een attractie in Universal Studios Florida, gebaseerd op de film Ghostbusters. De attractie werd geopend op 7 juni 1990. In 1996 werd hij echter gesloten om plaats te maken voor Twister: Ride It Out!. De attractie bevond zich in het New York-gedeelte van het park.
In 2005 probeerde Universal Studios opnieuw de rechten op Ghostbusters te bemachtigen voor een attractie, maar dit mislukte.

## Show
De attractie was een 20 minuten durende theatershow. De show kende in de zes jaar dat de attractie bestond twee versies.

### Originele versie
Deze versie van de attractie was in gebruik begin jaren 90. De show bestond in deze versie uit een toneelvoorstelling waarbij de Ghostbusters het opnieuw opnemen tegen Gozer en zijn spookleger uit de eerste film. Ook de Stay Puff Marshmallow-Man komt er even in voor.

### Tweede versie
Deze versie werd gebruikt tot het moment dat de attractie werd gesloten. Deze versie heeft behalve de hoofdshow nog een voorshow. In deze voorshow worden drie vrijwilligers uit het publiek gekozen om wat van de hulpmiddelen van de Ghostbusters uit te testen. Daarna begeeft het publiek zich naar de zaal alwaar de hoofdshow plaatsvindt. Deze is vrijwel gelijk aan de originele versie, behalve dat in deze versie de introductie wordt gedaan door Walter Peck en Louis Tulley.